# Soulèvement communiste de 1935 au Brésil
L'Intentona Comunista (en français, le soulèvement communiste) est le nom par lequel est connue la mutinerie militaire communiste de 1935, au Brésil.
Plusieurs versions ont cours sur le sujet, mais l'hypothèse la plus répandue est qu'elle a réellement été programmée en accord avec l'internationale communiste (Komintern). Le groupe organisateur, au Brésil, était composé de Luís Carlos Prestes et de sa femme, Olga Benário, de Rodolfo Ghioldi, Arthur Ernest Ewert, Ranieri Gonzales et quelques autres membres du Parti communiste brésilien (PCB). 
La rébellion eut lieu en divers points dispersés du territoire : à Natal et ses alentours entre le 23 et le  25  novembre ; à Recife tout de suite après ; à Rio de Janeiro, le 27  novembre. La dernière mutinerie, à Rio, est probablement seulement un acte d'appui aux insurgés, vu qu'à ce moment il n'y avait plus de chances de faire chavirer le pays dans la révolution.
Sur la révolte de Rio de Janeiro, les militaires ont propagé pendant bien des années la version de l'assassinat, par les communistes et durant leur sommeil, d'officiers qui ne voulaient pas se joindre à la rébellion. Cependant, des documents officiels montrent que les casernes de  Rio de Janeiro étaient en état d'alerte et qu'il n'y avait pas d'officiers au moment des prétendus faits. Durant plusieurs décennies, et notamment durant la période de dictature militaire, le 27 novembre a été célébré par l'armée, en l'honneur des militaires morts durant la mutinerie. Ces fêtes furent abandonnées discrètement pendant la présidence de Fernando Henrique Cardoso, considérées comme incompatibles avec le régime démocratique restauré en 1985. Un monument aux victimes (légalistes) de l'intentona comunista existe toujours sur la Praia Vermelha.
L'échec du mouvement est principalement dû  au manque de participation des travailleurs, excepté pour le soulèvement de Natal.
Ce mouvement prépara le chemin à l'instauration par Getúlio Vargas de l'Estado Novo en 1937. Ce coup d'État fut justifié officiellement par la « menace communiste ».